# Islas Hébridas
Las islas Hébridas (en inglés: Hebrides Islands; en escocés: Innse Gall) son un extenso archipiélago en la costa oeste de Escocia. El mar que las baña, un brazo del océano Atlántico, lleva también su nombre, mar de las Hébridas. Administrativamente, las islas pertenecen al Reino Unido de Gran Bretaña e Irlanda del Norte.
Desde el punto de vista geológico, se ha comprobado que este archipiélago está compuesto por las rocas más antiguas de las islas británicas. Presentan comúnmente formas agrestes, recortadas y escarpadas, debido a los diferentes agentes de erosión que actúan sobre ellas. Geológicamente están constituidas en su mayoría por gneis, especialmente las más occidentales, por esquistos (Jura e Islay) y por rocas basálticas (Mull, Skye y Staffa) que se presentan en forma de espectaculares columnas. Tienen un clima templado-frío y muy húmedo. Comúnmente las Hébridas suelen dividirse en dos grupos:
- Las Hébridas Interiores, compuestas por las islas mayores Skye, Mull, Islay, Jura y Staffa.
- Las Hébridas Exteriores, compuestas por las islas mayores Lewis, Harris, Benbecula, North Uist, South Uist y Saint Kilda.

Las Hébridas Interiores son una prolongación del territorio escocés y están separadas de las Hébridas Exteriores por una profunda depresión tectónica cubierta por las aguas del mar. A 90 y 35 km respectivamente al oeste de las Hébridas Exteriores surgen de las aguas del océano Atlántico los escollos deshabitados de Flannan y Saint Kilda, que carecen de interés económico. La mayoría de los hablantes nativos de gaélico escocés habitan en las islas.
Las Hébridas, en conjunto, tiene una superficie de 7285 km² y una población de unos 70 000 habitantes, que ocupa solamente un centenar de islas, permaneciendo las otras cuatrocientas deshabitadas. Los principales recursos económicos de los isleños son la pesca, la cría de ganado bovino y ovino, la producción artesanal de tweed, la destilación de whisky y, como actividad secundaria, el cultivo de hortalizas y cereales. La ciudad más importante es Stornoway (en la isla de Lewis), que es un puerto pesquero.
El compositor alemán Felix Mendelssohn Bartholdy compuso en 1832 una obertura con el mismo nombre. Toma su sobrenombre de la Gruta de Fingal (Fingal's Cave), en Staffa, una de las Islas Hébridas, en la costa de Escocia. Pese a su nombre de "Obertura", la obra es independiente, y se ha convertido en una pieza frecuente del repertorio orquestal. Mendelssohn dedicó su obra al rey Federico Guillermo IV de Prusia, en aquel entonces Príncipe de Prusia.
Mendelssohn viajó a Inglaterra por primera vez por invitación de un Señor alemán, con motivo de su vigésimo cumpleaños. Tras su viaje por Inglaterra, el compositor pasó a Escocia, donde compuso su Sinfonía n.º 3 o "Sinfonía Escocesa". Durante estos viajes por el país, visitó las Hébridas y en particular la isla de Staffa, donde descubrió la Gruta de Fingal, ya entonces un atractivo turístico. En aquella época la cueva tenía aproximadamente 11 metros de altura y 60 de profundidad, y contenía coloridos pilares de basalto. De inmediato comenzó a escribir lo que después se convertiría en el tema inicial de la obra, y se la envió a su hermana, Fanny Mendelssohn, en una carta en la que afirmaba: "Para lograr que comprendas hasta qué punto me han afectado las Hébridas, te envío lo siguiente, que vino a mi cabeza allí".
El compositor terminó la obra el 16 de diciembre de 1830, y la tituló originalmente "Die einsame Insel", (La isla solitaria). Sin embargo, Mendelssohn revisó más tarde la partitura, que volvió a dar por finalizada el 20 de junio de 1832, y la retituló "Die Hebriden", (Las Hébridas). El título "La Gruta de Fingal" también hace su aparición en la partitura. La obra se estrenó el 14 de mayo de 1832 en Londres, en un concierto en el que también se interpretó la obertura de Mendelssohn El sueño de una noche de verano.
El manuscrito autógrafo se conserva en la Biblioteca Bodleiana, en Oxford.